# Cacicus
Cacicus Lacepede, 1799 è un genere di uccelli passeriformi della famiglia degli Itteridi, originari del Sud America tropicale, fino al nord del Messico.

## Descrizione
Questi uccelli hanno una corporatura snella, con lunghe code ed un piumaggio prevalentemente nero. Il becco appuntito relativamente lungo è verdastro pallido, giallastro o bluastro, a seconda della specie, e la maggior parte dei cacicchi ha gli occhi azzurri (almeno negli adulti). La femmina è tipicamente più piccola del maschio.
Due specie presentano un piumaggio nero ravvivato dal dorso rosso, mentre cinque specie hanno il dorso gialla brillante e, in alcuni casi, macchie gialle sulle spalle o sui crissum (le piume copritrici del sottocoda che circondano la cloaca). Le due specie rimanenti sono completamente nere, prive di macchie di colore brillante. Una singola specie, il cacicco messicano, presenta una colorazione gialla estesa alla coda, ma per il resto tutti i cacicchi hanno code in gran parte nere (qualcosa che li separa dalle oropendole più grandi).

## Biologia

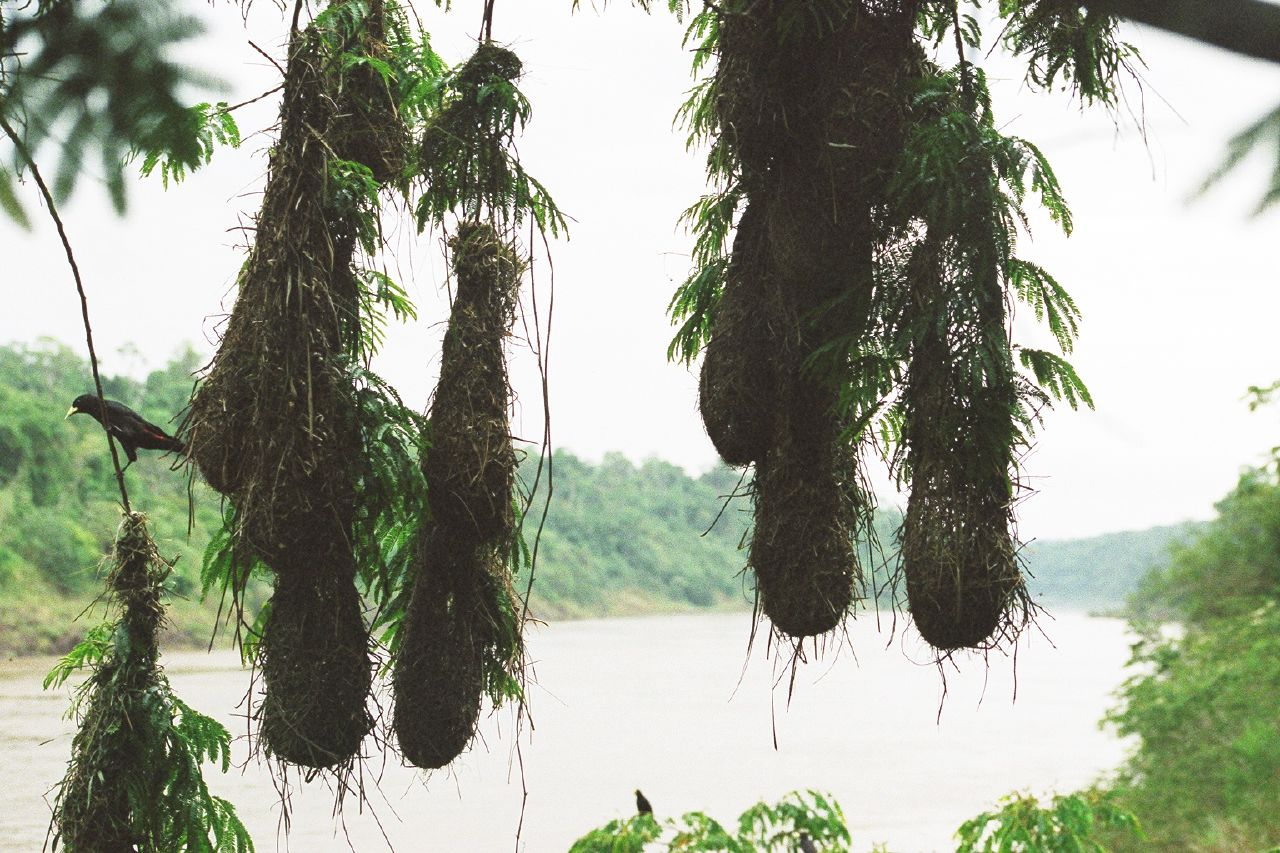
Colonia nidificante di cacicco gropparossa (un singolo esemplare può essere visto a sinistra)

I cacicchi vivono principalmente in boschi o foreste aperte. La maggior parte delle specie nidificano in colonie, costruendo diversi nidi dalla forma allungata, appesi ad un ramo di un albero. Alcune specie scelgono un albero che contenga anche un nido di vespe attivo (come Polybia rejecta) come deterrente per i predatori (es. tucani) e le femmine competono per i migliori siti vicino alla protezione del nido delle vespe. Le uova vengono incubate solo dalla femmina.
I cacicchi si nutrono di grandi insetti e frutta. La maggior parte delle specie sono gregarie e vivono, tipicamente, in piccoli gruppi. Sono molto vocali, producendo una vasta gamma di suoni, a volte inclusa la mimica di altre specie di uccello.

## Tassonomia
Il genere Cacicus fu introdotto dal naturalista francese Bernard Germain de Lacépède, nel 1799.
Comprende le seguenti specie:
- Cacicus solitarius Vieillot, 1816 - cacicco solitario
- Cacicus chrysopterus (Vigors, 1825) - cacicco alidorate
- Cacicus koepckeae Lowery & O'Neill, 1965 - cacicco di selva
- Cacicus sclateri (Dubois, 1887) - cacicco dell'Ecuador
- Cacicus cela (Linnaeus, 1758) - cacicco groppagialla
- Cacicus microrhynchus (Sclater & Salvin, 1865) -
- Cacicus uropygialis Lafresnaye, 1843 - cacicco groppascarlatta
- Cacicus leucoramphus (Bonaparte, 1845) -
- Cacicus chrysonotus Lafresnaye e d'Orbigny, 1838 - cacicco montano
- Cacicus latirostris Swainson, 1838 - oropendola codafasciata
- Cacicus oseryi (Deville, 1849) - oropendola dal casco
- Cacicus haemorrhous (Linnaeus, 1766) - cacicco gropparossa

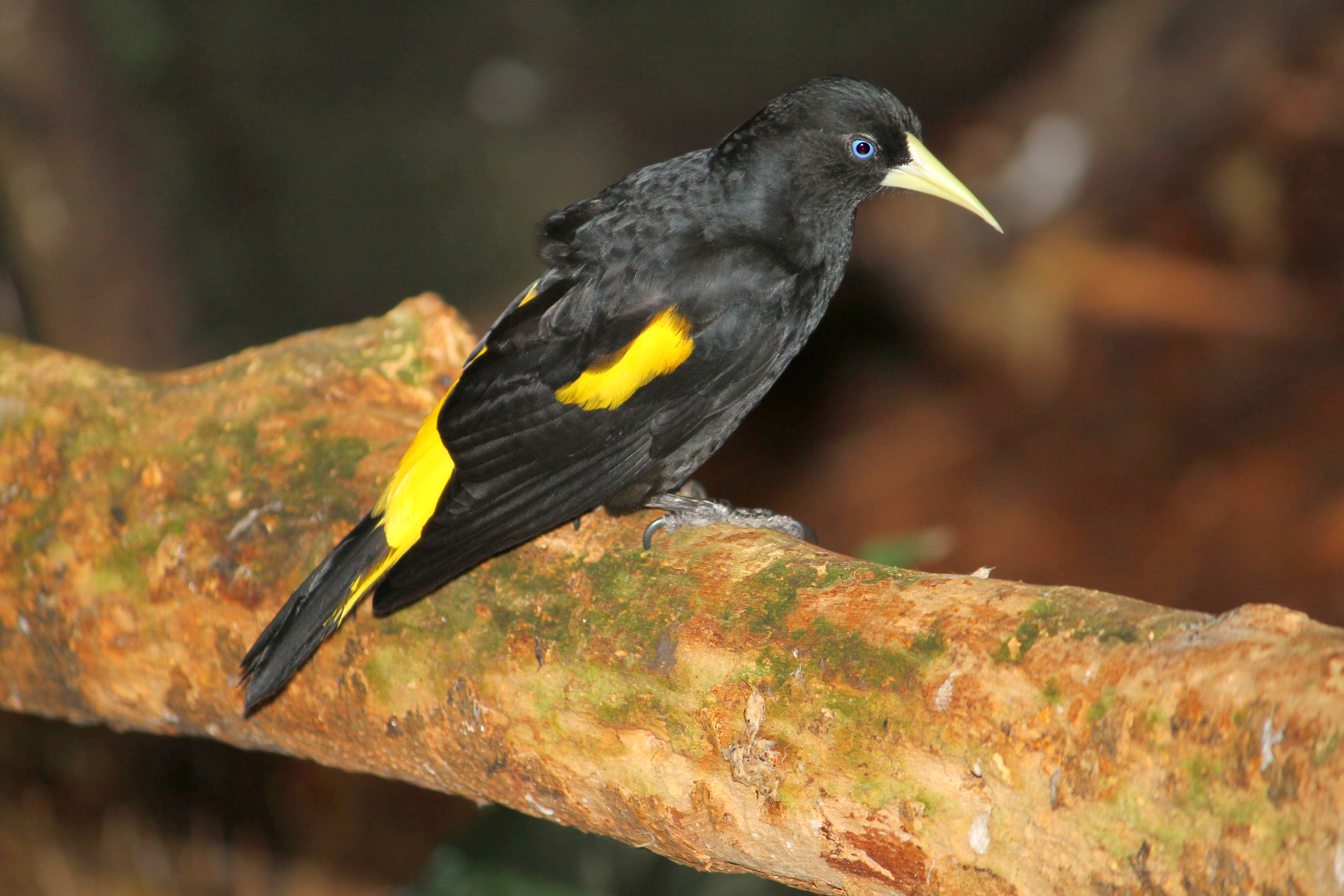
Cacicus cela
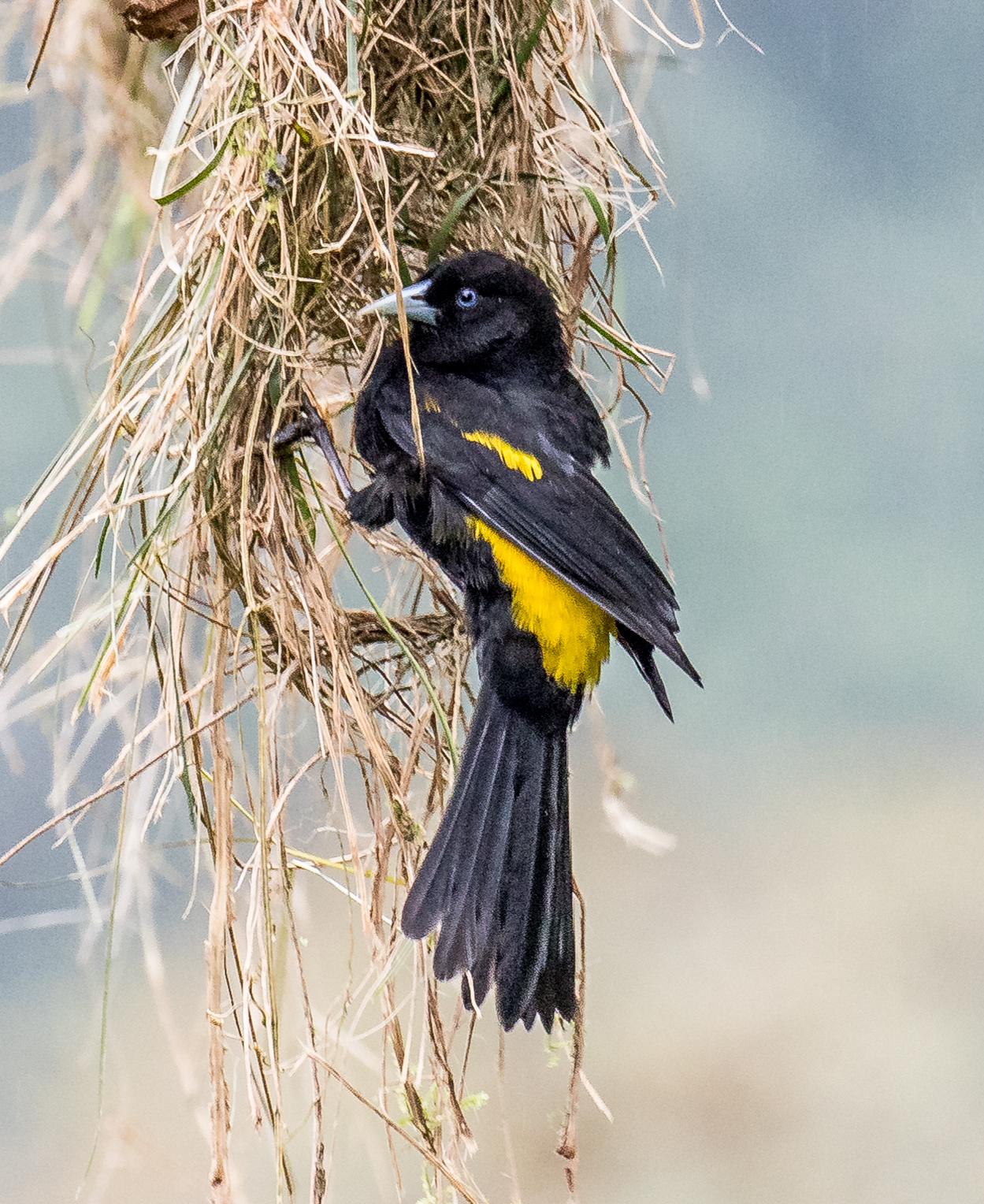
Cacicus chrysonotus
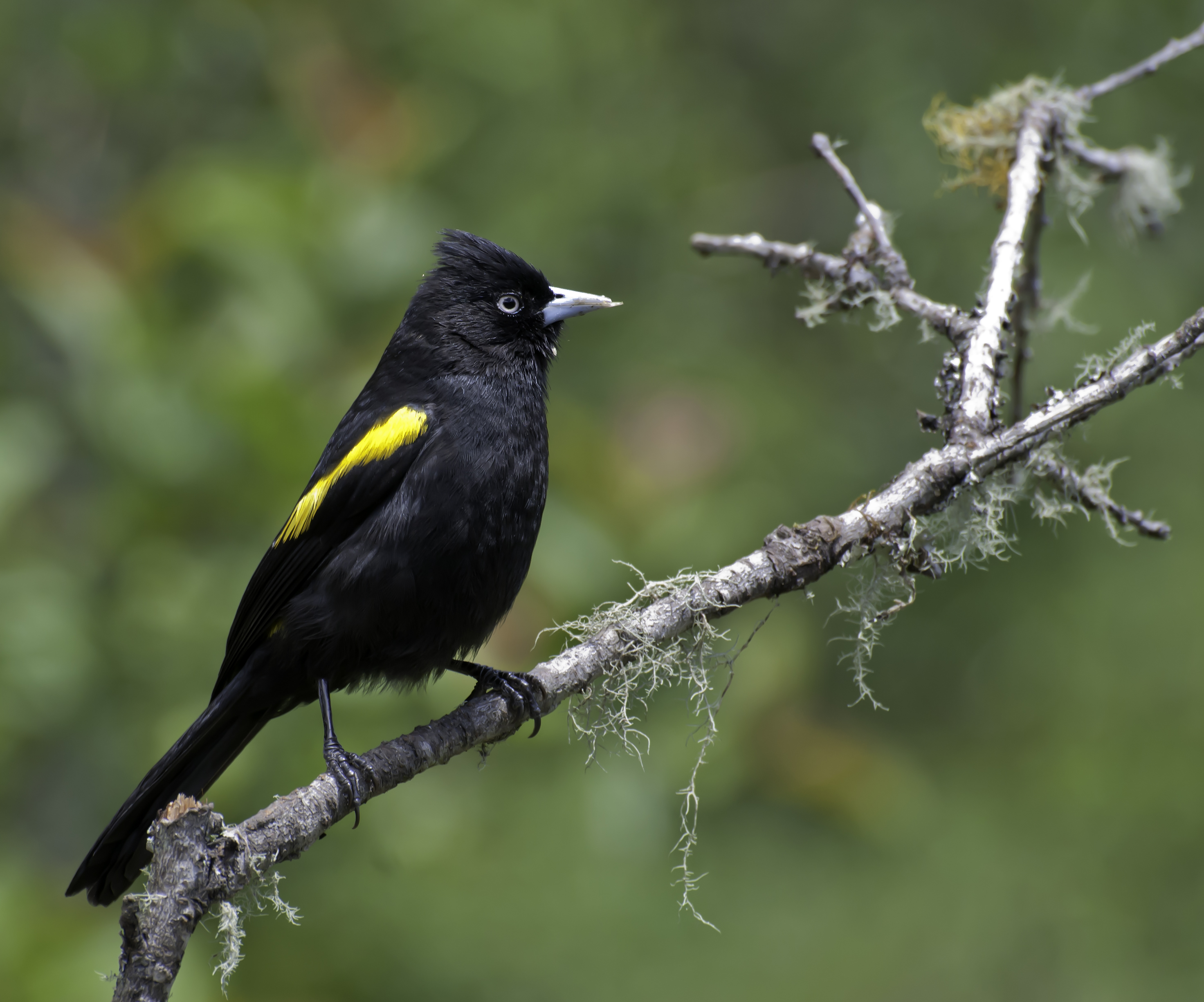
Cacicus chrysopterus
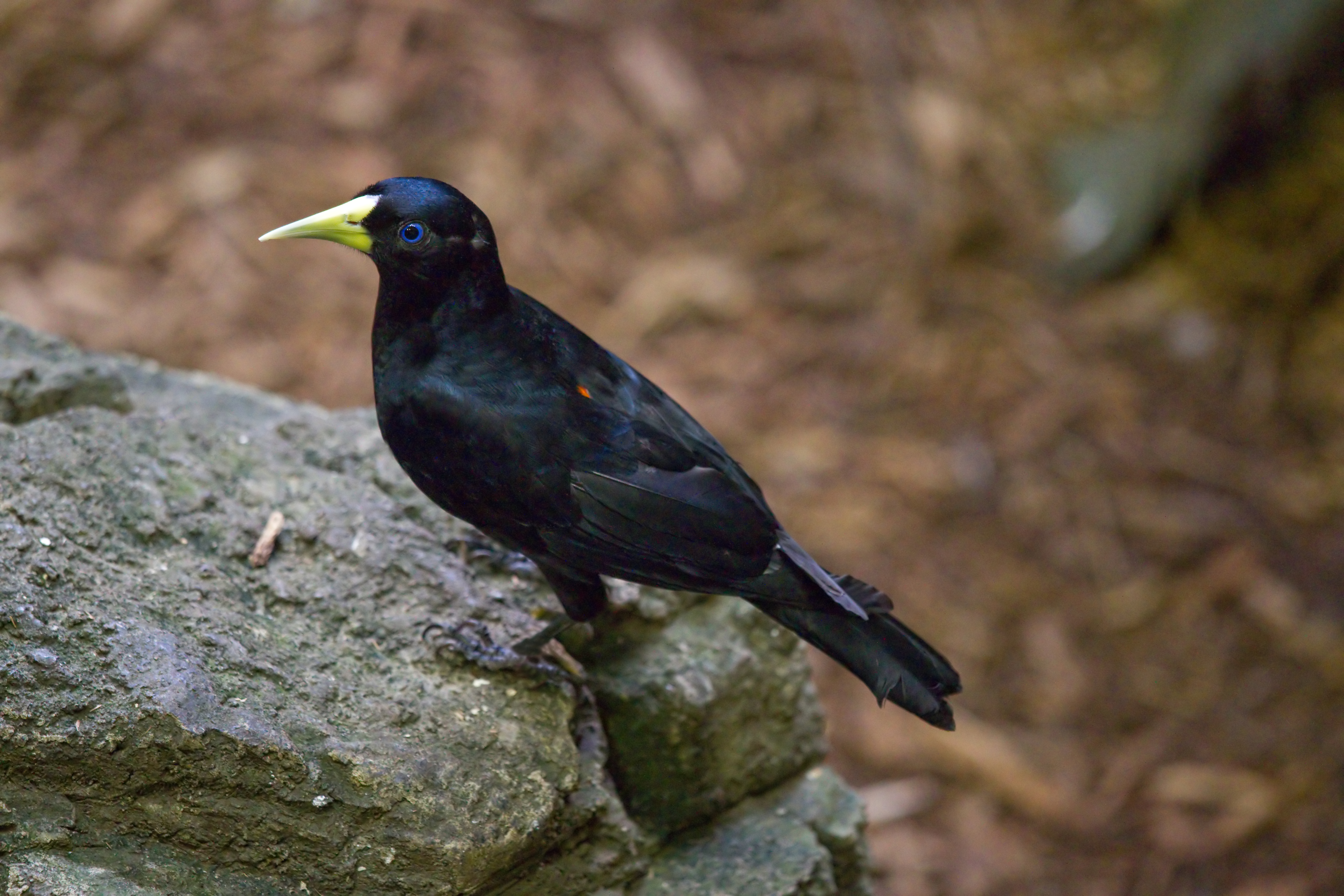
Cacicus emorro
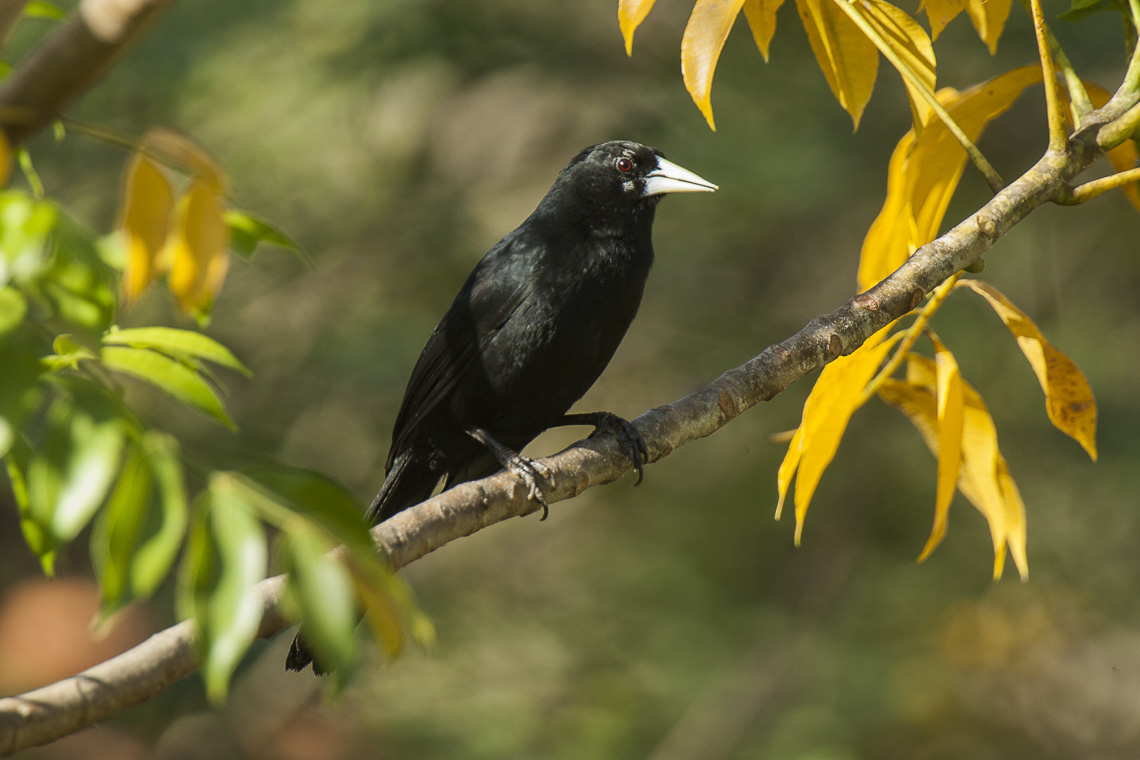
Cacicus solitarius

Tutto il gruppo è attualmente inserito nel genere Cacicus, ad eccezione del cacicco dal becco giallo aberrante (Amblycercus holosericeus) e del cacicco messicano (Cassiculus melanicterus) che costituiscono i rispettivi generi monotipici. Secondo l'analisi del DNA mitocondriale citocromo b e NADH deidrogenasi subunità 2 sequenza (Price & Lanyon 2002), l'oropendola dalla coda fasciata (Ocyalus latirostris) e l'oropendola dal casco, Psarocolius oseryi (Ocyalus oseryi?) sembrano essere più vicine ai cacicchi.

## Conservazione
La maggior parte delle specie è piuttosto comune ed è in grado di sopportare alcune modifiche dell'habitat, ma due specie dell'Amazzonia occidentale, il cacicco dell'Ecuador ed il cacicco della Selva, sono localmente in declino.